# 艾希迪體育及文化會
艾希迪體育及文化會（Hidd Sports and Cultural Club）簡稱艾希迪，是一間位於巴林的職業足球會。於1945年成立，現於巴林超級足球聯賽角逐。

## 成就
- 巴林超級足球聯賽: 0

- 巴林國王盃: 1

2015年.
- 巴林超級盃: 0

## 在國際比賽的表現

### 在阿拉伯足協比賽的表現
- 阿拉伯足協球會盃: 1 次

2012-13賽季: 第二輪

### 在亞洲足協比賽的表現
- 亞洲足協盃: 2 次

2014年: 半準決賽
2015年: 分組賽出局

## 外部連結
- Profile team （页面存档备份，存于） - goalzz.com